# Dionysius Exiguus
Dionysius Exiguus was een Scytische monnik en computist. Hij was afkomstig uit een landstreek in of nabij het deltagebied van de Donau en vestigde zich omstreeks het jaar 500 in Rome. Zijn grote historische betekenis is tweeërlei:
1. hij introduceerde de christelijke jaartelling (ook Anno Domini-jaartelling genoemd) door haar in zijn Paastabel te gebruiken;
2. uit deze zeer nauwkeurige Paastabel kon twee eeuwen later Beda Venerabilis' Paascyclus voortkomen, door middel waarvan uiteindelijk alle toekomstige juliaanse kalenderdata van Paaszondag definitief werden vastgelegd.

Dionysius Exiguus’ Paastabel (zie externe link) heeft een speciale basisstructuur in de vorm van een metonische 19-jarige maancyclus, niet te verwarren met de cyclus van Meton, waarvan het een toepassing is. Deze metonische 19-jarige maancyclus (zie de zesde kolom F van Dionysius' tabel) is de door de Alexandrijnse computist Annianus voorgestelde en door bisschop Cyrillus van Alexandrië geadopteerde (later zo genoemde) klassieke Alexandrijnse 19-jarige maancyclus. De allereerste metonische 19-jarige maancyclus werd rond AD 260 uitgevonden door de grote Alexandrijnse computist Anatolius.
Reeds volgens Dionysius Exiguus’ Paastabel viel Paaszondag op zijn vroegst op 22 maart en uiterlijk op 25 april (zie de zevende kolom G van Dionysius' Paastabel). Dionysius’ paastabel is een voortzetting van de aan de juliaanse kalender aangepaste Alexandrijnse paastabel van Cyrillus. In Dionysius’ Paastabel zijn de kalenderjaren (zie de eerste kolom A van Dionysius' Paastabel) niet genummerd volgens de jaartelling van keizer Diocletianus, zoals in Theophilus' Paastabel en zelfs in de aan de juliaanse kalender aangepaste paastabel van Cyrillus nog wel het geval was, maar volgens zijn nieuwe christelijke jaartelling, die bedoeld was te zijn begonnen met Jezus’ incarnatie.
Dionysius Exiguus presenteerde zijn paastabel (die betrekking heeft op de jaren 532 tot en met 626) in of kort voor het jaar 526 aan officiële vertegenwoordigers van paus Johannes I, zonder onmiddellijk succes. Gedurende ruim een eeuw die daarop volgde bleef de controverse omtrent de juiste data van Paaszondag, die al sinds het Eerste Concilie van Nicaea bestond tussen de kerk van Alexandrië en de kerk van Rome, voortbestaan. In het jaar 616 werd Dionysius Exiguus' Paastabel door een anonymus uitgebreid tot een paastabel voor de jaren 532 tot en met 721; het is deze paastabel die door de kerk van Rome omstreeks het jaar 650 werd aanvaard en een halve eeuw later door een anonymus (misschien Cummian) werd gebruikt om de als Beda Venerabilis' Paastabel bekend staande paastabel te construeren. Deze paastabel is een exacte uitbreiding van Dionysius Exiguus' Paastabel.
De christelijke jaartelling werd als een coherent systeem voor het dateren van historische gebeurtenissen door Beda Venerabilis in gebruik genomen in het jaar 731, maar werd door de kerk van Rome pas in het jaar 967 voor het eerst gebruikt en pas in de tweede helft van de elfde eeuw definitief in gebruik genomen.
In het Europa van de vroege middeleeuwen kende niemand het cijfer of het getal nul. Dionysius Exiguus gebruikte in de derde kolom van zijn paastabel wel het Latijnse woord ‘nulla’ (dat 'geen' betekent). Er is echter niets waaruit we zouden kunnen afleiden dat zijn 'nulla' een echte 'nul' was (hij gebruikte het in elk geval niet in zijn berekeningen). Men moest in het middeleeuwse Europa tot in het tweede millennium wachten eer men de beschikking kreeg over het getal nul.

## Voetnoten
1. ↑  Zuidhoek (2019) 67-69
2. ↑  Declercq (2000) 65-66
3. ↑  Zuidhoek (2019) 103-120
4. ↑  Declercq (2000) 169-170
5. ↑  Declercq 2000 187